# Cantón de Gradignan
El cantón de Gradignan era una división administrativa francesa, que estaba situada en el departamento de Gironda y la región de Aquitania.

## Composición
El cantón estaba formado por tres comunas:
- Canéjan
- Cestas
- Gradignan

## Supresión del cantón de Gradignan
En aplicación del Decreto nº 2014-192 de 20 de febrero de 2014, el cantón de Gradignan fue suprimido el 22 de marzo de 2015 y sus 3 comunas pasaron a formar parte; dos del nuevo cantón de Pessac-1 y una del nuevo cantón de Pessac-2.